# Brisbane Valley Highway
Der Brisbane Valley Highway ist eine Fernstraße im Südosten des australischen Bundesstaates Queensland. Er zweigt vom Warrego Highway (A2) westlich von Ipswich in nordwestlicher Richtung ab und folgt dem Brisbane River flussaufwärts. Bei Harlin trifft er auf den D’Aguilar Highway (R17 / S85).
Die Straße erreicht den Lake Wivenhoe ca. 9 km nordwestlich von Fernvale.
In nicht allzu ferner Zukunft soll der Abzweig vom Warrego Highway höhenfrei umgestaltet werden.
Der höchste Punkt im Verlauf des Highways liegt auf 188 m, der niedrigste auf 30 m.